# Ункенбах
Ункенбах (нім. Unkenbach) — громада в Німеччині, розташована в землі Рейнланд-Пфальц. Входить до складу району Доннерсберг. Складова частина об'єднання громад Альзенц-Обермошель.
Площа — 5,13 км2. Населення становить 188 ос. (станом на 31 грудня 2020).

## Галерея

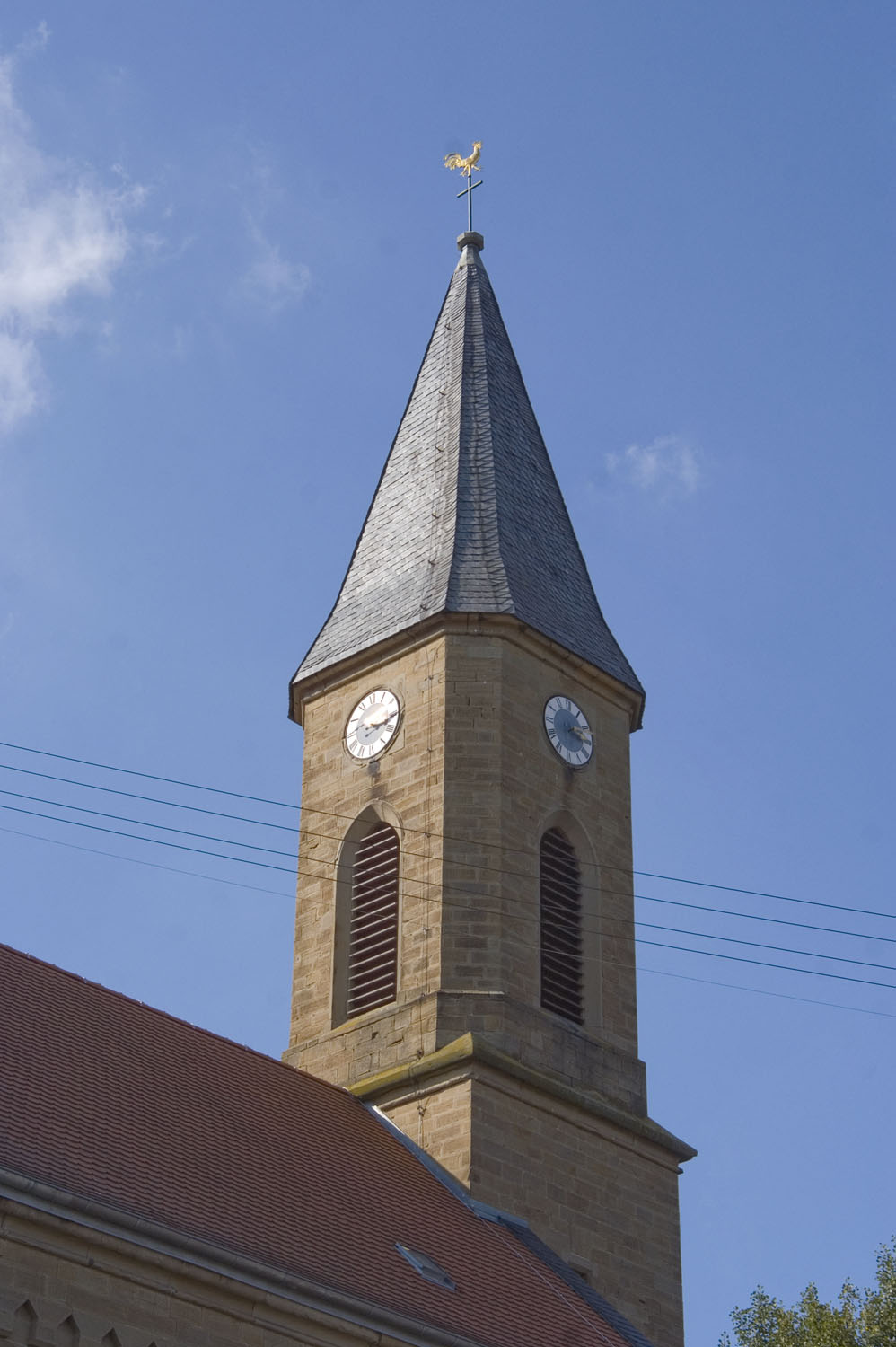